# Antillen-Fruchtvampir

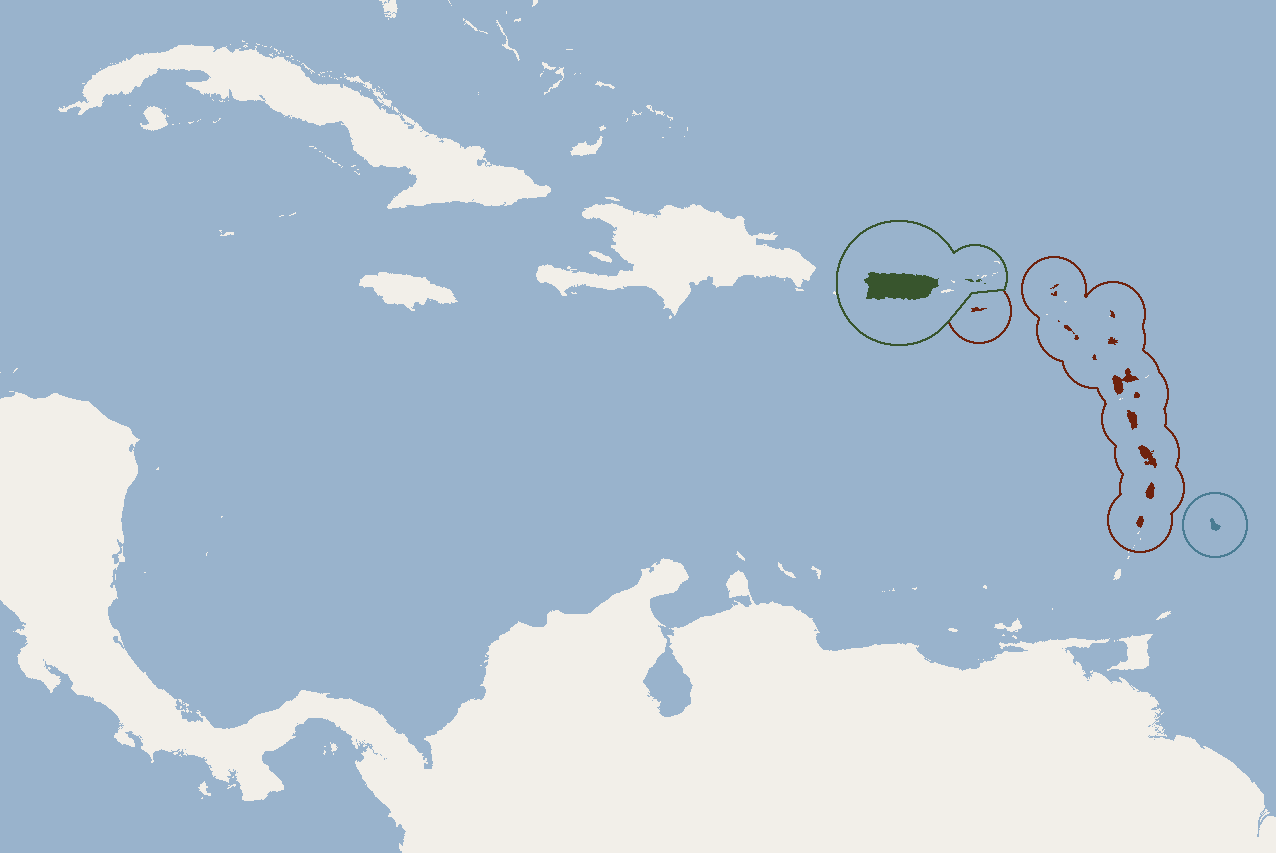
Verbreitungsgebiet des Antillen-Fruchtvampirs mit unterschiedlichen Farben für die Unterarten

Der eigentliche oder große Antillen-Fruchtvampir (Brachyphylla cavernarum) ist ein Fledertier in der Familie der Blattnasen. Er bildet zusammen mit dem Kleine Antillen-Fruchtvampir (Brachyphylla nana) die Gattung Antillen-Fruchtvampire. Das Typusexemplar stammt von der Insel St. Vincent. Der Artzusatz cavernarum im wissenschaftlichen Namen ist das lateinische Wort für Höhle/Grotte.

## Merkmale
Die größten Populationen erreichen eine Gesamtlänge von 80 bis 103 mm, mit einem vernachlässigbaren oder fehlenden Schwanz. Es kommen 60 bis 71 mm lange Unterarme, Hinterfüße von 17 bis 23 mm Länge und 18 bis 24 mm lange Ohren vor. Das Gewicht liegt zwischen 34 und 49 g. Typisch ist eine kurze Schnauze mit einem rudimentären Nasenblatt und mit einer warzenbesetzten Falte in der Unterlippe. Im Oberkiefer unterscheiden sich die äußeren Schneidezähne in Größe und Form stark von den inneren. Die Zahnformel lautet I 2/2, C 1/1, P 2/2, M 3/3, was 32 Zähne im Gebiss ergibt. Die Haare des Fells besitzen an der Wurzel einen weißlichen oder gelblichen Abschnitt und sind an den Spitzen dunkel. Die dunkelsten Bereiche liegen auf dem Kopf, um den Hals und auf dem vorderen Rücken. Diese können graubraun, dunkelbraun, schwarzgrau oder schwarzbraun sein. Wenn vorhanden, ist der Schwanz in die Schwanzflughaut eingebettet und ein Fersensporn (Calcar) fehlt. Der diploide Chromosomensatz enthält 32 Chromosomen (2n=32).
Der Kleine Antillen-Fruchtvampir ist allgemein kleiner, während ein eindeutiges Unterscheidungsmerkmal neben der Verbreitung die Länge der oberen Zahnreihe ist. Sie ist beim Antillen-Fruchtvampir immer 10 mm oder länger und bei der anderen Art kürzer.

## Verbreitung und Lebensweise
Diese Fledermaus ist von Puerto Rico über die Kleinen Antillen bis St. Vincent und Barbados verbreitet. Bei Vorhandensein von geeigneten Verstecken kann der Antillen-Fruchtvampir in trockenen und feuchten Wäldern sowie in anderen Landschaften leben. Die nachtaktiven Exemplare ruhen in Höhlen oder bei Bedarf in anderen Unterschlüpfen. Sie bilden mehr oder weniger große Kolonien mit bis zu 5000 Mitgliedern und verlassen ihr Versteck gleichzeitig etwa eine Stunde nach dem Sonnenuntergang. Oft befinden sich Gruppen der Jamaika-Fruchtfledermaus in der gleichen Höhle, die 20 Minuten früher starten. Die Tiere ernähren sich von Pollen, Früchten, Blüten und Insekten. Oft besuchte Pflanzen sind Papayas, Mangos, Katappenbaum, Kordien, Roystonea borinquena, Breiapfelbaum, Kapokbaum, Portiabaum und Hymenaea courbaril. Exemplare in Gefangenschaft fraßen auch Bananen und Äpfel.
Früchte werden gewöhnlich zu einer geschützten Stelle transportiert, jedoch nicht zur Höhle. Die wenigen vorhandenen Daten lassen ein bis zwei Paarungszeiten pro Jahr vermuten, nach denen die Weibchen einer Kolonie ihre Nachkommen annähernd synchron gebären. Der Zeitpunkt ist abhängig von der Verbreitung.

## Gefährdung
Für den Antillen-Fruchtvampir sind keine Bedrohungen bekannt. Auch wenn genaue Angaben fehlen, scheint die Gesamtpopulation groß zu sein. Die IUCN listet die Art als nicht gefährdet (least concern).